# Sarvāleh
Sarvāleh (persiska: سرواله) är en ort i Iran.   Den ligger i provinsen Kurdistan, i den nordvästra delen av landet, 400 km väster om huvudstaden Teheran. Sarvāleh ligger 2 047 meter över havet och antalet invånare är 428.
Terrängen runt Sarvāleh är kuperad, och sluttar österut.Runt Sarvāleh är det ganska tätbefolkat, med 62 invånare per kvadratkilometer. Närmaste större samhälle är Dehgolān, 18,3 km öster om Sarvāleh. Trakten runt Sarvāleh består i huvudsak av gräsmarker.